# リサ・クレイトン
リサ・クレイトン（Lisa Clayton、1958年 - ）は、女性としては公式大会では世界で初めて（公式大会以外も含めればイギリスでは初めて）ヨットで単独無寄港世界一周を成し遂げた人物。

## 略歴
バーミンガム大学を卒業。
1994年9月17日、38フィートのヨット、スピリット・オブ・バーミンガム号に独り乗り、31,000海里の旅を、途中2度も船が転覆したにもかかわらず見事成し遂げ、1995年6月29日に帰港した。船名は彼女への多大な協力を惜しまなかった大学の名を採用したもの。
1997年に第11代コバム子爵ジョン・リトルトンと結婚した。2006年に夫と死別した後はLisa Lyttelton, Dowager Viscountess Cobhamと呼ばれている。